# Grand Prix Kopenhagen
Der Grand Prix Kopenhagen (auch DBC’s Grand Prix) war ein Wettbewerb im Bahnradsport für Sprinter, der 1898 begründet wurde und bis 2002 auf verschiedenen Radrennbahnen in der dänischen Stadt Kopenhagen veranstaltet wurde.

## Geschichte
Der Grand Prix Kopenhagen wurde zum ersten Mal 1898 ausgetragen. Veranstaltet wurde das Rennen vom Dansk Bicycle Club (DBC). Austragungsort war zunächst die Radrennbahn Ordrup Velodrome, später die Ballerup Super Arena. Das Rennen war neben dem Grand Prix de Paris über viele Jahre das bedeutendste internationale Sprintturnier. Der Grand Prix Kopenhagen wurde lange Zeit in getrennten Wettbewerben für Amateure und Berufsfahrer veranstaltet. Ab 1979 war das Rennen ein Open-Wettbewerb, d. h. Amateure und Profis traten in einem Wettbewerb gegeneinander an.

## Palmarès
| Jahr | Berufsfahrer         | Amateure             | Open              |
| ---- | -------------------- | -------------------- | ----------------- |
| 1898 | Jean-Baptiste Louvet | —                    | —                 |
| 1899 | Thorvald Ellegaard   | —                    | —                 |
| 1900 | Harrie Meyers        | —                    | —                 |
| 1901 | Thorvald Ellegaard   | —                    | —                 |
| 1902 | Thorvald Ellegaard   | —                    | —                 |
| 1903 | Thorvald Ellegaard   | —                    | —                 |
| 1904 | Thorvald Ellegaard   | —                    | —                 |
| 1905 | Thorvald Ellegaard   | —                    | —                 |
| 1906 | Thorvald Ellegaard   | —                    | —                 |
| 1907 | Thorvald Ellegaard   | —                    | —                 |
| 1908 | Walter Rütt          | Erik Kjeldsen        | —                 |
| 1909 | Walter Rütt          | Ejnar Uttanthal      | —                 |
| 1910 | Thorvald Ellegaard   | J. G. Anderson       | —                 |
| 1911 | Thorvald Ellegaard   | Emil Schröder        | —                 |
| 1912 | Walter Rütt          | Aage Vind Hansen     | —                 |
| 1913 | Walter Rütt          | I. P. Høyer          | —                 |
| 1914 | Thorvald Ellegaard   | Erik Kjeldsen        | —                 |
| 1915 | nicht ausgetragen    | nicht ausgetragen    | —                 |
| 1916 | nicht ausgetragen    | Joseph Verhein       | —                 |
| 1917 | nicht ausgetragen    | Erik Kjeldsen        | —                 |
| 1918 | nicht ausgetragen    | Herman Kjeldsen      | —                 |
| 1919 | nicht ausgetragen    | Henry Brask Andersen | —                 |
| 1920 | nicht ausgetragen    | Henry Brask Andersen | —                 |
| 1921 | nicht ausgetragen    | Henry Brask Andersen | —                 |
| 1922 | Robert Spears        | George Owen          | —                 |
| 1923 | Cesare Moretti       | Oscar Guldager       | —                 |
| 1924 | Cesare Moretti       | Edmund Hansen        | —                 |
| 1925 | Robert Spears        | Paul Oszmella        | —                 |
| 1926 | Cesare Moretti       | Willy Falck Hansen   | —                 |
| 1927 | Lucien Michard       | Mathias Engel        | —                 |
| 1928 | Piet Moeskops        | Willy Falck Hansen   | —                 |
| 1929 | Lucien Michard       | Bruno Pellizzari     | —                 |
| 1930 | Lucien Michard       | Louis Gérardin       | —                 |
| 1931 | Willy Falck Hansen   | Maurice Perrin       | —                 |
| 1932 | Jef Scherens         | Jacobus van Egmond   | —                 |
| 1933 | Willy Falck Hansen   | Franz Dusika         | —                 |
| 1934 | Jef Scherens         | Toni Merkens         | —                 |
| 1935 | Louis Gérardin       | Arie van Vliet       | —                 |
| 1936 | Jef Scherens         | Toni Merkens         | —                 |
| 1937 | Jef Scherens         | Pierre Georget       | —                 |
| 1938 | Arie van Vliet       | Bruno Loatti         | —                 |
| 1939 | Jef Scherens         | Italo Astolfi        | —                 |
| 1940 | Willy Falck Hansen   | Bruno Eriksen        | —                 |
| 1941 | Willy Falck Hansen   | Heron Manager        | —                 |
| 1942 | nicht ausgetragen    | Erik Falck Hansen    | —                 |
| 1943 | Jan Petersen         | Carl Koblauch        | —                 |
| 1944 | Carl Knoblauch       | Henry K. Nielsen     | —                 |
| 1945 | Willy Falck Hansen   | Ib Vagn Hansen       | —                 |
| 1946 | Jef Scherens         | Oscar Plattner       | —                 |
| 1947 | Arie van Vliet       | Cor Bijster          | —                 |
| 1948 | Arie van Vliet       | Axel Schandorff      | —                 |
| 1949 | Reg Harris           | Axel Schandorff      | —                 |
| 1950 | Arie van Vliet       | Jan Hijzelendoorn    | —                 |
| 1951 | Jan Derksen          | Enzo Sacchi          | —                 |
| 1952 | Arie van Vliet       | Jan Hijzelendoorn    | —                 |
| 1953 | Arie van Vliet       | Cesare Pinarello     | —                 |
| 1954 | Reg Harris           | Lloyd Binch          | —                 |
| 1955 | Reg Harris           | John Tresidder       | —                 |
| 1956 | Reg Harris           | John Tresidder       | —                 |
| 1957 | Reg Harris           | Guglielmo Pesenti    | —                 |
| 1958 | Roger Gaignard       | Valentino Gasparella | —                 |
| 1959 | Oscar Plattner       | Valentino Gasparella | —                 |
| 1960 | Antonio Maspes       | Sante Gaiardoni      | —                 |
| 1961 | Antonio Maspes       | Sergio Bianchetto    | —                 |
| 1962 | Antonio Maspes       | Sergio Bianchetto    | —                 |
| 1963 | Leo Sterckx          | Angelo Damiano       | —                 |
| 1964 | nicht ausgetragen    | Daniel Morelon       | —                 |
| 1965 | nicht ausgetragen    | Daniel Morelon       | —                 |
| 1966 | nicht ausgetragen    | Daniel Morelon       | —                 |
| 1967 | nicht ausgetragen    | Omar Pchakadse       | —                 |
| 1968 | nicht ausgetragen    | Daniel Morelon       | —                 |
| 1970 | Sante Gaiardoni      | Daniel Morelon       | —                 |
| 1971 | Gordon Johnson       | Omar Pchakadse       | —                 |
| 1972 | nicht ausgetragen    | Daniel Morelon       | —                 |
| 1973 | nicht ausgetragen    | Daniel Morelon       | —                 |
| 1974 | Peder Pedersen       | Serhij Krawzow       | —                 |
| 1975 | John Nicholson       | Daniel Morelon       | —                 |
| 1976 | John Nicholson       | Giorgio Rossi        | —                 |
| 1977 | John Nicholson       | Anton Tkáč           | —                 |
| 1978 | —                    | Anton Tkáč           | —                 |
| 1979 | —                    | —                    | Miroslav Vymazal  |
| 1980 | —                    | —                    | Yvon Cloarec      |
| 1981 | —                    | —                    | Kōichi Nakano     |
| 1982 | —                    | —                    | Lutz Heßlich      |
| 1983 | —                    | —                    | Vratislav Šustr   |
| 1984 | —                    | —                    | Lutz Heßlich      |
| 1985 | —                    | —                    | Michael Hübner    |
| 1986 | —                    | —                    | Lutz Heßlich      |
| 1987 | —                    | —                    | Lutz Heßlich      |
| 1988 | —                    | —                    | Lutz Heßlich      |
| 1989 | —                    | —                    | Frédéric Magné    |
| 1990 | —                    | —                    | Michael Hübner    |
| 1991 | —                    | —                    | Curt Harnett      |
| 1992 | —                    | —                    | Gary Neiwand      |
| 1993 | —                    | —                    | Roberto Chiappa   |
| 1994 | —                    | —                    | Jens Fiedler      |
| 1995 | —                    | —                    | Michael Hübner    |
| 1996 | —                    | —                    | nicht ausgetragen |
| 1997 | —                    | —                    | René Wolff        |
| 1998 | —                    | —                    | Brian Dandanell   |
| 1999 | —                    | —                    | Brian Dandanell   |
| 2000 | —                    | —                    | Jaroslav Jeřábek  |
| 2001 | —                    | —                    | nicht ausgetragen |
| 2002 | —                    | —                    | Craig MacLean     |